# Wołoszczyzna Morawska

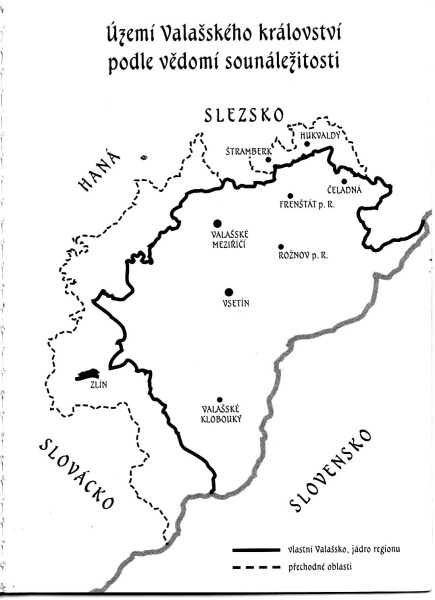
Valašsko między czeskim Śląskiem, Haną, Słowackiem i Słowacją

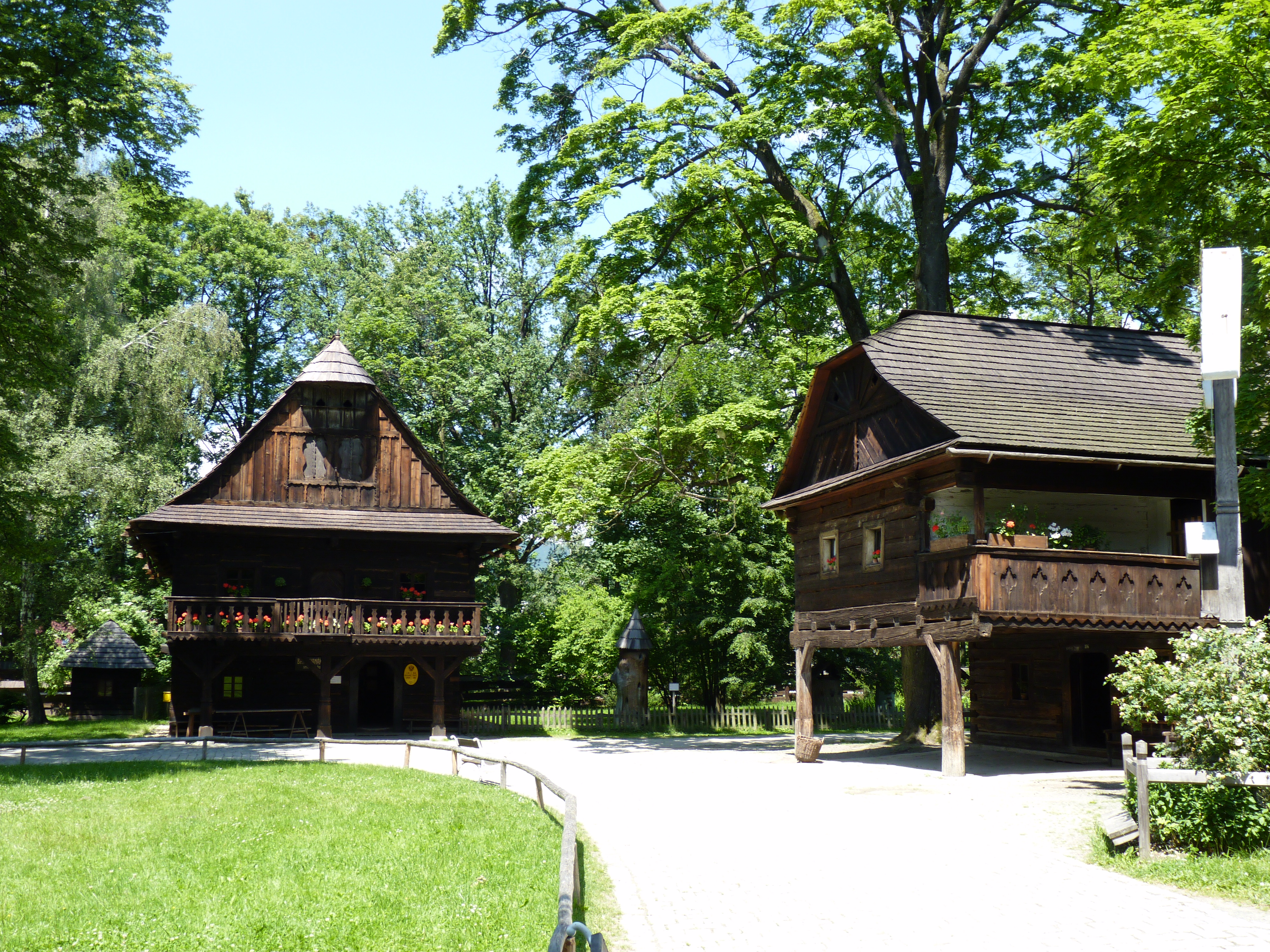
Rožnov pod Radhoštěm: Skansen wsi wołoskiej - fragment "Drewnianego miasteczka"

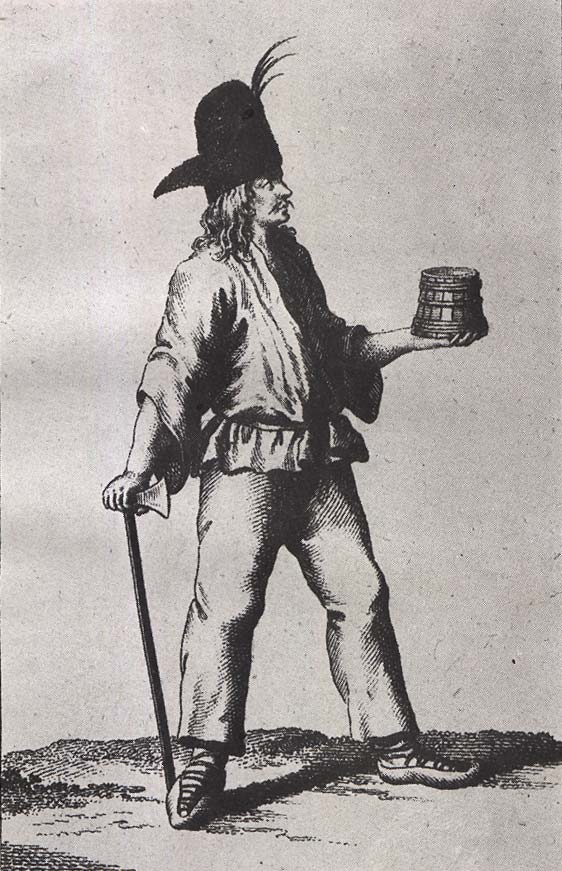
Wołoch z Brumova, rycina z 1787 roku

Wałachy, Wałaskie, Wołoszczyzna Morawska (cz. Valašsko) – niewielki region etnograficzny w północnych Morawach, nad granicą czesko-słowacką.
Nazwa tego regionu, Valašsko, jest w języku czeskim tożsama z nazwą krainy historycznej w Rumunii (pol. Wołoszczyzna, łac. Valachia) nazwanej tak od romańskich (tzn. mówiących ludową łaciną) pasterzy zwanych przez okolicznych Słowian Włachami, Włochami, Wołochami czy Wałachami. W poszukiwaniu pastwisk wędrowali oni wzdłuż Karpat, docierając aż na Morawy. Do Wołoszczyzny Morawskiej zalicza się dziś w przybliżeniu tereny powiatu Vsetín i części powiatu Zlín z miastem Valašské Klobouky. Granice regionu nie są jednoznacznie określone, ponieważ zależą od przyjętego wyznacznika. Dziś jest nim najczęściej poczucie tożsamości regionalnej mieszkańców, dawniej określano je na podstawie języka lub głównego zajęcia. Główne miasta regionu to Valašské Meziříčí, Vsetín i Rožnov pod Radhoštěm. Okolice miasta Frenštát pod Radhoštěm są obszarem przejściowym między Laskiem a Wałaskiem.
Słabo nadające się do rolnictwa górskie tereny północno-wschodnich Moraw były rzadko zasiedlone. W XIII wieku skolonizowane zostały nizinne partie terenu, natomiast partie górskie pozostały bezludne. Dopiero w XVI wieku w toku kolonizacji wołoskiej w całych północno-wschodnich Morawach powstała gęsta sieć osad pasterskich lokowanych na prawie wołoskim. Region ich największego skupienia nazwano Wołoszczyzną Morawską.
Skład etniczny ludności osiadłej na Wołoszczyźnie Morawskiej jest sporny. Obecnie przyjmuje się, że tworzyli go przede wszystkim Słowianie – Rusini, Polacy i Słowacy, a tylko w części Wołosi. Było to skutkiem tego, że Wołoszczyzna Morawska została zasiedlona w końcowej fazie kolonizacji wołoskiej, gdy ta sięgnęła głęboko w ziemie słowiańskie, pociągnąwszy za sobą licznych Słowian z podnóży Karpat.
Z początku Wołosi zachowywali odrębność prawną i etniczną, lecz w stosunkowo krótkim czasie doszło do zlania się ich z miejscową ludnością morawską. Śladem odrębności pozostała kultura ludowa regionu i specyficzny dialekt.
W latach 1620–1644 Wołosi morawscy buntowali się przeciwko władzy habsburskiej w obronie swych tradycyjnych wolności. Powstanie zostało krwawo stłumione. W XVIII wieku potajemnie wyznawano tu protestantyzm zwalczany przez władze habsburskie.
W Rožnovie pod Radhoštěm znajduje się skansen „Valašské muzeum v přírodě” prezentujący ludową kulturę materialną regionu.